# Шакпак (Жамбылская область)
Шакпак (каз. Шақпақ) — станция в Жуалынском районе Жамбылской области Казахстана. Входит в состав Шакпакского сельского округа. Код КАТО — 314255400.

## Население
В 1999 году население станции составляло 96 человек (44 мужчины и 52 женщины). По данным переписи 2009 года, в населённом пункте проживали 92 человека (43 мужчины и 49 женщин).